# Antiviral Research
Antiviral Research, abgekürzt Antiviral Res., ist eine wissenschaftliche Fachzeitschrift, die vom Elsevier-Verlag veröffentlicht wird. Die Zeitschrift ist ein offizielles Publikationsorgan der International Society for Antiviral Research und erscheint derzeit mit zwölf Ausgaben im Jahr. Es werden Arbeiten veröffentlicht, die sich mit den Behandlungsmöglichkeiten von viralen Erkrankungen beschäftigen.
Der Impact Factor lag im Jahr 2014 bei 3,938. Nach der Statistik des ISI Web of Knowledge wird das Journal mit diesem Impact Factor in der Kategorie Pharmakologie und Pharmazie an 42. Stelle von 254 Zeitschriften und in der Kategorie Virologie an neunter Stelle von 33 Zeitschriften geführt.